# A Crooked Romance
A Crooked Romance er en amerikansk stumfilm fra 1917 af William Parke.

## Medvirkende
- Gladys Hulette som Mary Flynn
- Paul Clerget som Sid Flynn
- William Parke Jr. som Gifford Cannon
- J.H. Gilmour som Mike
- James E. Sullivan